# Obermünchen
Obermünchen ist ein Ortsteil der Gemeinde Obersüßbach im niederbayerischen Landkreis Landshut. 

## Lage
Der Ortsteil Obermünchen liegt in der Hallertau etwa 2,5 Kilometer südlich von Obersüßbach in der Nähe der Bezirksgrenze zu Oberbayern.

## Geschichte
Schon 1605 wird von einer 1000-Jahr-Feier in Obermünchen berichtet, wonach der Ort bis auf das Jahr 605 zurückgeht. Um 935 werden Obersüßbach, Obermünchen und Niedermünchen in einem Verzeichnis des Klosters Tegernsee erwähnt.
Die Gemeinde Obermünchen gehörte zunächst zum Landgericht Moosburg, dann zum 1857 neu errichteten Landgericht Mainburg, Bezirksamt Mainburg und schließlich zum Landkreis Mainburg. Im Zuge der Gebietsreform in Bayern wurde die Gemeinde Obermünchen am 1. Mai 1978 in die Gemeinde Obersüßbach eingegliedert.
Obermünchen wurde bekannt durch seine Pferderennen. Im Laufe der Zeit wurden die Pferderennen durch Reiterfeste mit Spring- und Dressurreiten abgelöst.

## Sehenswürdigkeiten
- Filialkirche St. Stephanus und Laurentius. Die romanische, barock veränderte Anlage hat im Erdgeschoss die Sakristei mit barockem, gratigem Kreuzgewölbe. Der Hochaltar von 1700 mit sechssäuligem Retabel enthält eine Holzfigur St. Stephanus von um 1500.

## Persönlichkeiten
- Wolfgang Stöckel, eigentlich Wolfgang Müller (um 1473 – um 1541), ist hier geboren; er betrieb Buchdruckereien in Leipzig und als erster in Dresden.

## Vereine
- Freiwillige Feuerwehr Obermünchen
- Hallertauer Reit- und Fahrverein Obermünchen
- Schützenverein Obermünchen